# Trnjana
Trnjana (izvirno srbsko Трњана) je naselje v Srbiji, ki upravno spada pod Občino Pirot; slednja pa je del Pirotskega upravnega okraja.

## Demografija
V naselju živi 140 polnoletnih prebivalcev, pri čemer je njihova povprečna starost 54,9 let (53,3 pri moških in 56,2 pri ženskah). Naselje ima 72 gospodinjstev, pri čemer je povprečno število članov na gospodinjstvo 2,18.
To naselje je, glede na rezultate popisa iz leta 2002, večinoma srbsko, a v času zadnjih treh popisov je opazno zmanjšanje števila prebivalcev.
|  |

| Demografija | Demografija     | Demografija     |
| Leto        | Št. prebivalcev | Št. prebivalcev |
| ----------- | --------------- | --------------- |
|             |                 |                 |
|             |                 |                 |
|             |                 |                 |
|             |                 |                 |
| 1948        | 462             |                 |
| 1953        | 457             |                 |
| 1961        | 388             |                 |
| 1971        | 350             |                 |
| 1981        | 268             |                 |
| 1991        | 215             | 210             |
| 2002        | 159             | 157             |
|             |                 |                 |

| Etnična sestava po popisu iz leta 2002 | Etnična sestava po popisu iz leta 2002 | Etnična sestava po popisu iz leta 2002 | Etnična sestava po popisu iz leta 2002 | Etnična sestava po popisu iz leta 2002 |
| -------------------------------------- | -------------------------------------- | -------------------------------------- | -------------------------------------- | -------------------------------------- |
| Srbi                                   | Srbi                                   |                                        | 152                                    | 96,81%                                 |
| Romi                                   | Romi                                   |                                        | 5                                      | 3,18%                                  |
| Neznano                                | Neznano                                |                                        | 0                                      | 0,0%                                   |